# Elena Dron
Elena Dron (născută Gonța; n. 1897, Puțintei, raionul Orhei, gubernia Basarabia, Imperiul Rus – d. 1989, Simeria, Hunedoara, România) a fost prima femeie-inginer din România.
S-a născut în 1897 în familia unui preot din satul Puțintei, raionul Orhei. A urmat clasele primare la școala din sat, iar studiile secundare le-a făcut la Liceul Eparhial din Chișinău. În anii 1916–1917 a învățat la Institutul Tehnic⁠(d) din Harkov, după care revine în Basarabia. În 1923 absolvește Facultatea de Construcții a Institutului Politehnic din București. Deoarece a fost prima femeie din România care a absolvit o facultate de inginerie, Elena a fost înscrisă în „Cartea de aur” a Politehnicii din București.
Elena s-a căsătorit în 1922 cu colegul său de clasă Dumitru Dron, fost deputat în Sfatul Țării și combatant pe frontul din Moldova. Împreună, au crescut trei copii: Andrei, Tatiana și Eugenia. Cei doi soți și fiica Tatiana au fost înmormântați alături la Simeria, județul Hunedoara.